# Valle de piedras encimadas
El Valle de Piedras Encimadas se ubica dentro del municipio de Zacatlán, en el estado mexicano de Puebla, se encuentra a 25 km de la cabecera municipal. Destaca debido a las formaciones rocosas que ahí se encuentran, las cuales miden en promedio 10 metros de altura, e incluso algunas que alcanzan los 20 metros.
El valle completo abarca aproximadamente 2 mil hectáreas, de las cuales un aproximado de 300 hectáreas son propiedad del gobierno municipal, las cuales son empleadas como parque ecoturístico, el resto del valle es propiedad de varios dueños particulares.

## Historia

### Formación
Los estudios geológicos indican su creación se debe a procesos que han tenido lugar millones de años, debido a agentes atmosféricos como el viento, el agua, la humedad y las reacciones químicas. Así, el tallado y creación de estas piedras monumentales se atribuye a la erosión de la piedra caliza que tiene un remoto origen marino, y que ha requerido durante milenios de los efectos moldeadores de las lluvias y el viento.
Los estudios en minerales han demostrado que el fenómeno de las piedras encimadas está relacionado con la historia de la tierra. Hoy se sabe que estas formaciones son del Periodo Terciario, con 65 millones de años. La actividad volcánica, las reacciones químicas y los agentes atmosféricos como la lluvia, el viento y la humedad son los factores que al paso del tiempo modelaron el conjunto escultórico natural de este sitio.
Los resultados del análisis mineralógico de los científicos de la UNAM, indican que la superficie rocosa del valle surgió en el periodo terciario, hace 60 millones de años, su aparición sobre la superficie del planeta en la época actual constituye, entonces desde el punto de vista geológico, claro indicio de que las estructuras que habían desaparecido milenios antes, vuelven a surgir para formar parte del entorno del hombre contemporáneo.

### Parque ecoturístico
El parque ecoturístico fue creado por iniciativa del gobierno del estado de Puebla en el año 2002, mediante la adquisición de 200 hectáreas de terrenos ejidatarios y de particulares. A lo largo de los años el gobierno municipal ha adquirido mayor cantidad de hectáreas, llegando a superar las 300.

## Ubicación
El valle se encuentra dentro del municipio de Zacatlán, en la comunidad de Camotepec. El acceso principal a él es a través de la carretera Zacatlán-Huauchinango, en la desviación hacia Camotepec.